# Charles Adcock
Charles Norman Adcock (21 tháng 2 năm 1923 – 9 tháng 12 năm 1998) là một tiền đạo bóng đá người Anh sinh ra ở Boston, Lincolnshire.
Ông thi đấu 40 trận tại Serie A của Ý từ 1949 đến 1951 với Padova và Triestina. Ông ghi được 11 bàn thắng. 

Khi trở lại Anh, ông thi đấu cho Peterborough United trong một mùa giải.